# 基斯杜菲·比拉
基斯杜菲·比拉（英語：Christophe Berra，1985年1月31日—）蘇格蘭足球員，司職後衛，現效力英格蘭冠軍聯賽球會葉士域治。

## 球會

### 赫斯
比拉於2002年4月26日由赫斯青訓學院取得首份職業合約加盟球隊，此前他短暫效力赫斯的愛丁堡宿敵喜伯年。在完成赫斯的青訓後，他是球會眾多年輕後衛特別是中堅之一，其餘包括保羅·里奇（Paul Ritchie）和艾伦·麦克拉伦（Alan McLaren）。
經過在青年隊和U21隊出色的表現後，比拉被提拔上一隊，並於2003年11月30日首度上陣，但球隊以1:2不敵登地聯。他在2003/04年球季餘下賽事，只得很少上陣機會，但經過來季的發展，他成為球隊的重心球員。2005年5月24日比拉與赫斯續簽三年新約。
2005/06年球季，他在對基爾馬諾克的賽事，攻入奠勝的第二球，助球隊以2:0取勝，對這支泰恩城堡球會取得來季歐聯外圍賽席位起關鍵作用。他在該季亦取得蘇格蘭盃冠軍獎牌，可惜他在球隊對基特拿的決賽中只列後備，並沒有上陣。
2006年7月，赫斯和比拉簽約五年，在全季他為球隊出戰過歐聯外圍賽、歐洲足協盃和聯賽賽事，赫斯在該季得第四名。在接著的一季，在原赫斯隊長於2007年8月轉會新特蘭後，他成為蘇超歷來最年輕的隊長。

### 狼隊
在2007/08年球季完結後，比拉得到不少球會的注視，在季尾他憑著持續的好表現，吸引到英冠球會狼隊的目光，並付上據報150萬英鎊提出收購他，但由於赫斯在當時沒有領隊，狼隊的出價沒有獲得接納。其後狼隊於2009年1月27日再出價200萬英鎊，但仍被拒絕。但最終狼隊亦在轉會期限屆滿前（2009年2月2日）成功簽得此子，據報身價達250萬英鎊，簽約四年半，以助球隊爭奪英超升班席位，最終狼隊成為升班英超。

### 葉士域治
2013年7月20日，比拿轉投葉士域治，重遇狼隊舊教練麥卡菲。

## 國家隊
比拉初出道曾入選不同級別的蘇格蘭國家隊，當然包括蘇格蘭一隊。他在2008年5月30日得到首頂喼帽，在蘇格蘭作客布拉格AXA球場一戰後備上陣，但仍難逃以1:3落敗捷克隊。但由於他的父親擁有法國血統，他其實可以代表法國國家隊。
貝拉於2009年3月28日得到首次正選上陣機會，而該仗作客阿姆斯特丹球場對戰荷蘭。2011年5月25日在英傑華體育場（Aviva Stadium）對威爾斯的些路迪盃首次為蘇格蘭取得入球。

## 榮譽
赫斯
- 蘇格蘭盃（1）：2005/06年；

狼隊
- 英冠（1）： 2008/09年；

## 外部連結
- 狼隊官網資料
- 赫斯官網資料[永久]
- 足球数据库：Christophe Berra的球员统计数据
- Christophe Berra — 蘇格蘭足球協會
- 赫斯出場數據（页面存档备份，存于） 於londonhearts.com